# Gateway Energy & Resource
Gateway Energy & Resource Holdings（港交所：3803）是美國資產管理公司EIG旗下投資公司，主要投資能源、資源及基建項目等。
Gateway Energy & Resource原先在高盛的美國電子板塊平台上市，其後計劃到香港上市，集資15.21至15.6億港元。因Gateway Energy & Resource沒有明確的主要業務，所以不能進行公開招股，只可售予專業或機構投資者。Gateway Energy & Resource後來因應市況不佳，最終把上市計劃推遲。